# ГЕС Чімай
ГЕС Чімай – гідроелектростанція в Перу. Використовує ресурс із річки Тулумайо, правої притоки Тарми, лівого витоку Chanchamayo, яка в свою чергу є правим витоком Перене (зливаючись з  Ене, формує річку Тамбо, котра є лівим витоком Укаялі – правого витоку найбільшої річки світу Амазонки).
В межах проекту річку перекрили бетонною греблею довжиною 100 метрів, яка спрямовує ресурс до дериваційного тунелю довжиною 9,3 км. Крім того, для стабілізації постачання в системі також наявний регулюючий резервуар об’ємом 1,5 млн м3, споруджений за допомогою земляної дамби.
Основне обладнання станції становлять дві турбіни типу Френсіс загальною потужністю 152 МВт, які при напорі у 190 метрів забезпечують виробництво 931 млн кВт-год електроенергії на рік.
Для видачі продукції її напруга піднімається до 230 кВ.